# Oxymacaria ekeikei
Oxymacaria ekeikei är en fjärilsart som beskrevs av Bethune-Baker 1915. Oxymacaria ekeikei ingår i släktet Oxymacaria och familjen mätare. Inga underarter finns listade i Catalogue of Life.